# Bogen

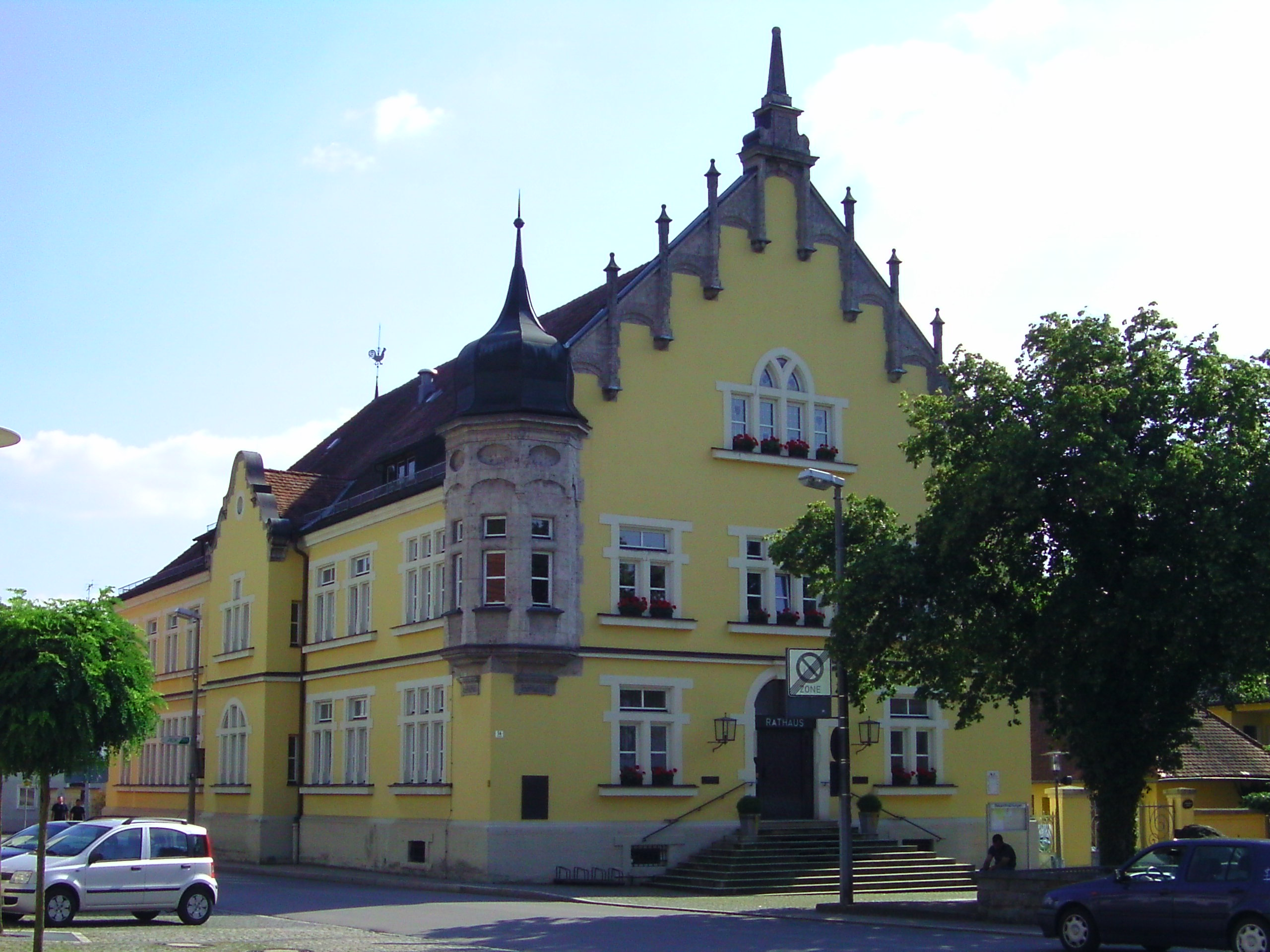
Bogen (primăria)

Bogen este un oraș din Bavaria Inferioară, landul Bavaria, Germania.